# Irma (dagligvarubutik)

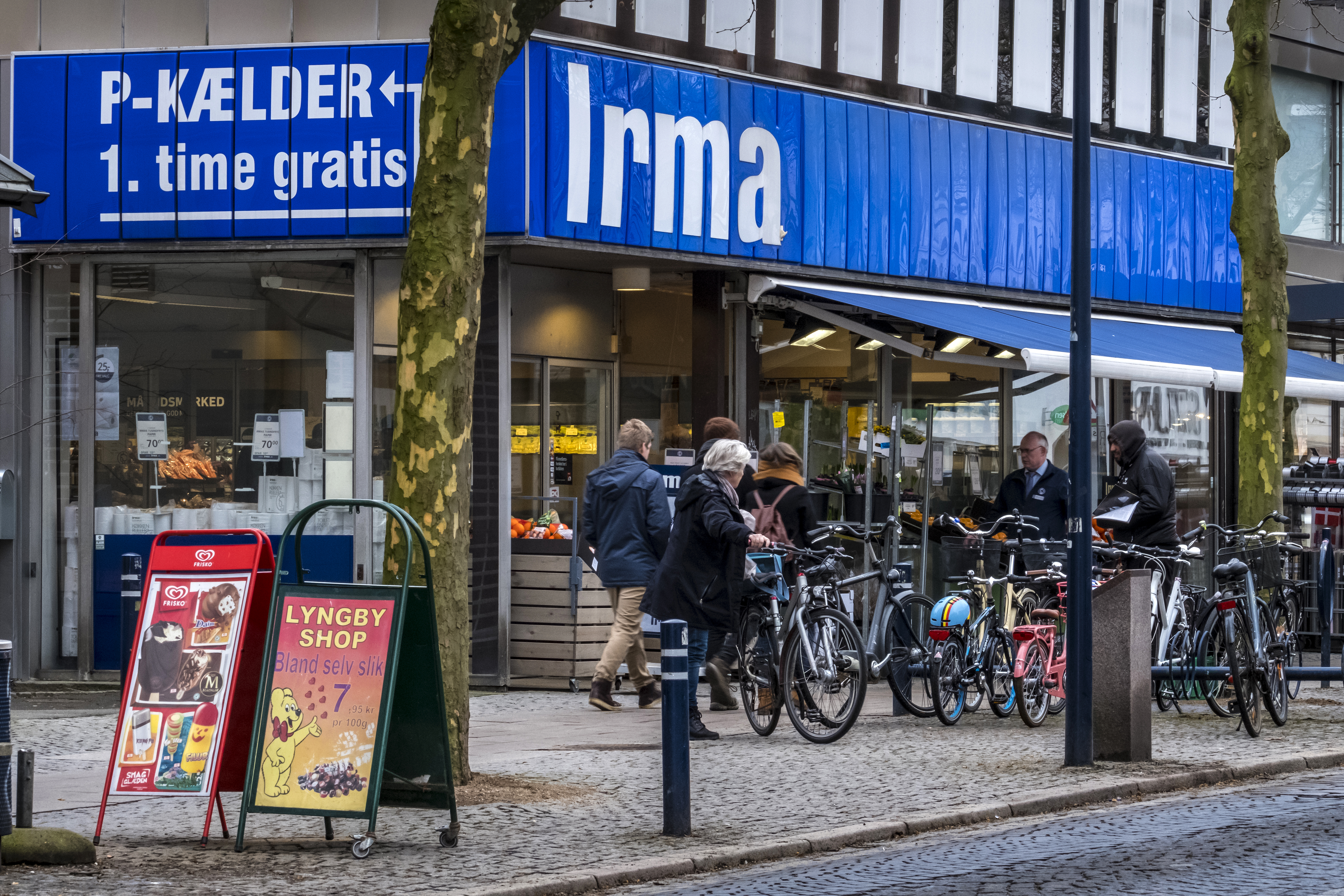
En typisk Irma-butik, denna i Lyngby 2017.

Irma är en dansk dagligvarukedja ägd av Coop Norden. Irma grundades i Köpenhamn 1870, och är därmed den näst äldsta dagligvarukedjan i världen efter brittiska Sainsbury's. 1982 blev kedjan uppköpt av konsumentkooperativet FDB som numera ingår i Coop Norden.
Efter att bara ha funnits på Själland under hela kedjans livstid expanderade Irma med butiker väster om Stora Bält från 1988.
2022 bestod kedjan av 68 butiker, varav de allra flesta låg i huvudstadsområdet, och många av resten i större på Själland. Butikerna varierar i storlek från stora stormarknader till mindre butiker i närområdena. Kedjan har varit en pionjär inom dansk detaljhandel i många avseenden, då den bland annat var den första kedjan som skickade ut specialerbjudanden, och var tidig med att lägga stort fokus på ekologiska produkter.